# Зелений театр (Одеса)
Зелений театр — амфітеатр під відкритим небом в Одесі. Побудований в 1936 році в Олександрівському парку (нині — Парк імені Т. Г. Шевченка). Архітектори — Е. С. Баумштейн та А. С. Назарець.

## Історія

### Хронологія перетворення ставка в театр під відкритим небом
- Історія театру починається в 1876 році з робіт по влаштуванню в Олександрівському парку (сьогодні парк Шевченка) ставка у формі  Чорного і  Азовського морів. Газета «Новоросійський телеграф» публікує новину:

|                                          | В Олександрівському парку вже розпочаті роботи з влаштування ставка ... Форма цього ставка буде зображувати Чорне і Азовське море з півостровом Крим. Глибина ставка буде 1 1/2 аршин, площа - 1500 квадратних сажнів. Альтанки, буфет і лавки будуть розташовані в порядку розташування міст по берегах Чорного і Азовського морів і будуть називатися іменами цих міст. Думка дуже оригінальна і дотепна. |
| — «Новороссийский телеграф», 1876, № 343 | |
Пізніше, як засвідчує «Новороссийский телеграф», ідея зазнала змін:
|                                  | Нещодавно ми повідомляли, що ставок в Олександрівському парку матиме форму Чорного і Азовського морів ... Тепер виявляється, що завідувач господарством цього парку член Думи змінив своє припущення, і ставок цей буде пересічної форми. |
| — «Новоросійский телеграф», 1876 | |
- 1936 рік — через півстоліття було прийнято рішення засипати котлован і на його місці побудувати театр під відкритим небом. 9 квітня 1936 року «Чорноморська комуна» пише:

|                                               | Інтенсивно розгорнулася робота по влаштуванню зеленого театру. Тут йде засипка котловану. До 1 червня зелений театр під відкритим небом на 3,5 тисячі глядачів повинен бути закінчений |
| — «Черноморская коммуна» (9 квітня 1936 року) | |
18 травня того ж року «Чорноморська комуна» уточнює:
|                                                | Трибуни для 3,5 тисячі глядачів будуть розташовані амфітеатром. Будується велика "раковина" для симфонічного оркестру на 70 музикантів. "Раковина" повідомляється з просценіумом, який одночасно вміщує 400 осіб для показу масових сцен. До 1 червня театр повинен бути готовий. |
| — « Чорноморська комуна» (18 травня 1936 року) | |
Як писав  Валентин Катаєв: «Крихкий бюджет муніципалітету, підірваний темними махінаціями міського голови, не витримав подальших витрат. „Чорне море“ так і залишилося на вічні часи необлицьованим і сухим.». Юрій Олеша в своїй книзі «Стадион в Одесі» писав, що «в цій уголовині, названій Черним морем, грали в футбол».
Літературний краєзнавець Ростислав Александров писав: "Звідси, з «Чорного моря», пішли у великий футбол В. Зінкевич, Т. Коваль, В. Котов, М. Малхасов, І. Тішкін … Тут зійшла зірка спортивного щастя Олександра Злочевського, неповторного «Сашки Злота», кумира одеських уболівальників і героя безлічі легенд … "
- 1936 рік — театр відкрився для публіки 14 липня 1936 року. Перший сезон був насиченим: в дні відкриття — гастролі Ленінградського театру Червоної Армії, 17 червня тут виступили майстри Ленінградської оперети на чолі з Н. Д. Ксендзовським. 18 липня на сцені театру давали дві одноактні оперети — «Чотири помилки» і «Весілля в Севільї».

### Артисти, які виступали на сцені Зеленого театру
У Зеленому театрі виступали Аркадій Райкін, Тарапунька і Штепсель, Едіта П'єха, Анна Герман, Михайло Водяний , Олег Анофрієв, Муслім Магомаєв, Софія Ротару, а також Алла Пугачова. На сцені Зеленого театру виступали симфонічні оркестри, а також корифеї радянського джазу Леонід Утьосов, Олег Лундстрем, Анатолій Кролл і Едді Рознер. Серед іменитих артистів, які виступали на сцені Зеленого театру, був також вокально-інструментальний ансамбль Грузії «Орера», в складі якого співали Вахтанг Кікабідзе і Нані Брегвадзе
У 1962 році на сцені Зеленого театру дав два концерти Бенні Гудмен.
У Зеленому театрі проходив фестиваль «Біла акація», а одними з останніх концертів на його сцені стали виступи Чиж & Co, ЧайФ, Арія, Ва-Банк' , Король и Шут, СерьГа в рамках рок-фестивалю «Пікейні жилети», присвяченого пам'яті одеського музиканта, лідера групи «Бастіон» Ігоря Ганькевича. У 2018 році в Зеленому театрі пройшов щорічний міський фестиваль "Гешефт garage sale".

### Відновлення театру
Після звільнення Одеси театр був у напівзруйнованому стані. Однак в 1946, одесити, готуючись до зустрічі з легендарною Клавдією Шульженко на сцені Зеленого театру, вийшли на його відновлення.
До кінця XX століття театр прийшов в повністю зруйнований стан.
У 2014 році підприємець і імпакт-інвестор Єгор Гребенніков розробив концепцію і інвестував 13 млн гривень у відновлення Зеленого театру. У 2015 році зусиллями волонтерів Зелений театр із занедбаної території перетворився на улюблене місце зустрічі і відпочинку одеситів. Суботники організували активісти ініційованого Гребенниковим Impact Hub Odessa.
.
Перший сезон відновленого Зеленого театру ознаменували лекція Андрія Макаревича, поетичні та літературні вечори Дмитра Бикова, Сергія Жадана, Леся Подерв'янського і Ади Роговцевої. Серед музикантів в 2016 році тут виступали Benjamin Clementine, Dakh Daughters, Pur:Pur, Один в каное, Іван Дорн.
На території Зеленого театру повністю реконструйована сцена, відкритий лекторій, обладнані майданчики для дитячих ігор, проводяться відкриті майстер-класи по екології і творчості
. На одному зі схилів відновленого театру волонтери створили еко-ферму, де навчають дітей і підлітків вирощувати екологічно чисті овочі.